# Lenny Kravitz

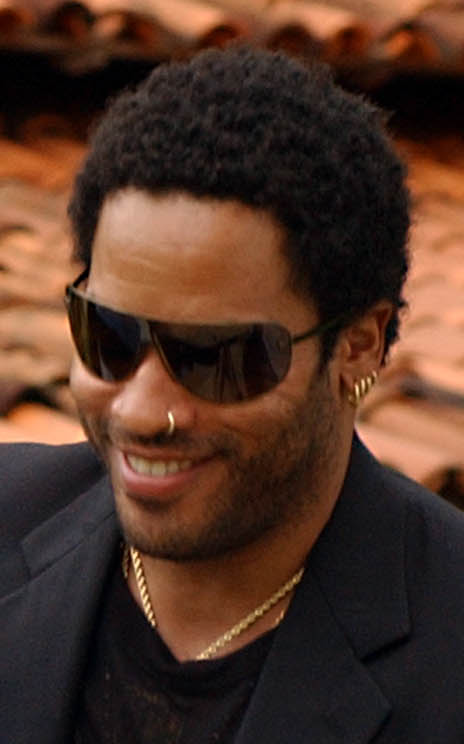
Lenny Kravitz no Brasil em 2005

Leonard Albert "Lenny" Kravitz (Nova Iorque, 26 de maio de 1964) é um cantor, multi-instrumentista, produtor, arranjador e ator estadunidense. Filho único do produtor de televisão Sy Kravitz e da atriz Roxie Roker, Kravitz foi exposto à indústria do entretenimento ainda jovem. Ele ganhou fama em 1989, quando lançou seu álbum de estreia, Let Love Rule, desde então, ficou conhecido como um dos músicos mais versáteis, misturando em seus trabalhos, rock, pop, funk, reggae, hard rock, soul e R&B. Ao longo da carreira, ele emplacou vários singles de sucesso, como: "Let Love Rule" (1989), "Always on the Run" (1991), "It Ain't Over Till It's Over" (1991), "Are You Gonna Go My Way" (1993), "Can't Get You Off My Mind" (1995), "Fly Away" (1998), "American Woman" (1999) e "Again" (2000); Lançou 12 álbuns de estúdio, três álbuns ao vivo e um álbum de grandes sucessos, e vendeu mais de 40 milhões de discos em todo o mundo.
Kravitz ganhou o Grammy Awards de Melhor Performance Vocal Masculina de Rock, por quatro anos consecutivos, de 1999 a 2002, estabelecendo o recorde de mais vitórias consecutivas em uma categoria do Grammy por um artista masculino. Além de escrever e produzir todo o seu trabalho, ele também produziu e escreveu para outros artistas, como Madonna, Michael Jackson e Aerosmith. Ele também atuou em filmes como: Zoolander (2001), Preciosa (2009), os dois primeiros filmes da franquia Jogos Vorazes (2012-2013), O Mordomo da Casa Branca (2013) e Casamento Armado (2022).
Em 2023, Kravitz foi indicado ao Globo de Ouro de Melhor Canção Original por "Road to Freedom". Em 2024, ele recebeu uma estrela na Calçada da Fama de Hollywood.

## Biografia
Lenny Kravitz nasceu em Nova Iorque em 1964. A sua mãe, Roxie Roker (1929–1995), era uma atriz nascida nas Bahamas, conhecida pela série, The Jeffersons, o seu pai, Sy Kravitz (1924–2005), um judeu-russo, era produtor de televisão e trabalhava na NBC. Sua mãe veio de uma família cristã de ascendência afro-americana e bahamense. Seus avós paternos emigraram de Kiev para os Estados Unidos. Kravitz recebeu o nome de seu tio, Leonard M. Kravitz, um soldado de primeira classe que foi morto em ação na Guerra da Coreia aos 20 anos. Seus pais se divorciaram em 1985. Kravitz não cresceu em um ambiente religioso. Depois de uma experiência espiritual quando tinha 13 anos, ele começou a frequentar a igreja e mais tarde se tornou um cristão não denominacional.
Kravitz decidiu que queria ser músico aos cinco anos, quando começou a ter aulas de bateria e guitarra. Ele cresceu ouvindo a música que seus pais ouviam: R&B, jazz, música clássica, ópera, gospel e blues. Ele disse: "Meus pais apoiaram muito o fato de que eu amava música desde cedo e me levaram a muitos shows." Quando tinha sete anos, ele viu os Jackson 5 se apresentarem no Madison Square Garden, e eles se tornaram seus artistas favoritos. Seu pai, que também era promotor de concertos de jazz, era amigo de Duke Ellington, Sarah Vaughan, Count Basie, Ella Fitzgerald, Miles Davis e outros grandes nomes do jazz; Ellington até tocou "Happy Birthday to You" para ele em seu quinto aniversário.
Em 1974, aos 10 anos, Kravitz mudou-se para Los Angeles, quando sua mãe conseguiu um papel em The Jeffersons. Por insistência de sua mãe, ele se juntou ao coral "California Boys Choir", que cantava música clássica; Ele ficou no coral por três anos e chegou a se apresentar no Metropolitan Opera House e no Hollywood Bowl. Kravitz foi apresentado ao rock quando chegou em Los Angeles, ouvindo Beatles, Rolling Stones, Led Zeppelin, Jimi Hendrix, Grateful Dead, Aerosmith, Black Sabbath, Creedence Clearwater Revival, Kiss, Pink Floyd e The Who; Suas outras influências musicais na época incluíam Fela Kuti, Bill Withers, Marvin Gaye, Pharoah Sanders, Miles Davis, John Lennon e Bob Marley. Kravitz estudou na Beverly Hills High School, onde foi colega de classe de Nicolas Cage e Slash. Aprendeu sozinho a tocar piano e baixo e fez amizade com Zoro, que mais tarde se tornaria seu colaborador de longa data. Seus pais se divorciaram em 1985.

## Carreira

### 1985–1990: Inicio da Carreira
Com as gravadoras dizendo que sua música não era "negra o suficiente" ou "branca o suficiente", Kravitz decidiu gravar um álbum sozinho sob o nome de Romeo Blue. Em outubro de 1988, após concluir a maior parte das gravações, Kravitz abordou o empresário Stephen Elvis Smith, da agência de talentos CAA, que já havia trabalhado com sua mãe e sua esposa Lisa Bonet, e o convenceu a gerenciar sua carreira e ajudá-lo a conseguir um contrato com uma gravadora. Um acordo foi fechado com a Virgin Records em janeiro de 1989. A pedido da gravadora, Kravitz abandonou o nome Romeo Blue e adotou o nome artístico, Lenny Kravitz.
Kravitz lançou seu álbum de estreia, Let Love Rule, em 6 de setembro de 1989, que trouxe uma combinação de rock e funk com uma pegada dos anos 1960. Kravitz escreveu quase todas as faixas e tocou todos os instrumentos sozinho. Sua esposa, Lisa, dirigiu seu videoclipe de estreia, "Let Love Rule", escreveu a letra de "Fear" e co-escreveu a letra de "Rosemary". O álbum teve um sucesso moderado, alcançou o número 61 na Billboard 200 dos EUA, o número 56 no UK Albums Chart do Reino Unido, e o número 45 no ARIA Charts da Austrália. Após o lançamento do disco, ele fez uma pequena turnê por clubes dos EUA, e depois começou a abrir os shows de Tom Petty & the Heartbreakers , Bob Dylan e David Bowie. Ele foi indicado ao MTV Video Music Awards de 1990 de Artista Revelação. Ao todo vendeu 760.000 cópias nos EUA e recebeu certificado de ouro da RIAA. Em 1990, Kravitz produziu "Justify My Love" para Madonna, que ele co-escreveu com Ingrid Chavez.

### 1991–1999: Sucesso
Os próximos álbuns estabeleceram Kravitz na indústria musical e expandiu seu sucesso pela Europa e a América do Sul. Em 2 de abril de 1991, ele lançou seu segundo álbum, Mama Said. As músicas eram sobre Lisa e documentavam sua depressão após o término do casamento. O single, "It Ain't Over 'til It's Over", se tornou seu primeiro sucesso nas rádios, alcançado a segunda posição na Billboard Hot 100. O segundo single, "Always on the Run", uma homenagem à sua mãe, contou com Slash na guitarra. "Stand by My Woman" e "What Goes Around Comes Around" também se tornaram singles. Sean Lennon co-escreveu e tocou piano na faixa "All I Ever Wanted". O álbum atingiu a posição 39 na Billboard 200 e o número 8 no UK Albums Chart.
Seu terceiro álbum, Are You Gonna Go My Way (1993), conseguiu mais sucesso que os lançamentos anteriores, tornou-se seu primeiro álbum a ficar no top 20 da Billboard 200 dos EUA e seu primeiro álbum número um na Austrália e no Reino Unido. Também obteve uma melhor recepção por parte dos críticos musicais. A faixa-título alcançou o primeiro lugar na Austrália, liderou a parada da Billboard Alternative Airplay e chegou ao quarto lugar no Reino Unido e na França. O videoclipe da música também lhe rendeu o MTV Video Music Award de Melhor Vídeo Masculino em 1993. "Believe" foi o segundo single e alcançou a 60ª posição na Billboard Hot 100 e a 8ª posição na Austrália. "Heaven Help", o terceiro single, alcançou a 80ª posição na Hot 100. O álbum vendeu mais de 3 milhões de cópias mundialmente.
Seu quarto álbum de estúdio, Circus, lançado em setembro de 1995, alcançou a décima posição na Billboard 200 e a quinta na parada de álbuns do Reino Unido, tornando-se o primeiro álbum de Kravitz a atingir o top 10 nos EUA e o segundo no Reino Unido. Kravitz disse que a produção do álbum foi um processo "muito tedioso" - ele estava infeliz com o mercado musical na época, e a doença de sua mãe também estava pesando em sua mente.
Com seu quinto álbum, intitulado de 5, Kravitz ganhou o primeiro de seus quatro Grammy consecutivos de Melhor Performance Vocal Masculina de Rock. Lançado em 12 de maio de 1998, 5 alcançou a 28ª posição na Billboard 200. Seis singles foram lançados ao longo de 1998 e 1999, sendo alguns deles os mais populares de sua carreira: "Fly Away", "American Woman", "I Belong to You" e "Black Velveteen". O álbum vendeu mais de 6 milhões de cópias mundialmente.

### 2000–presente: Carreira Estabelecida
Seu Greatest Hits (2000), se tornou o álbum mais vendido de sua carreira, vendendo mais de 10,5 milhões de cópias em todo o mundo. O single "Again" lhe rendeu seu terceiro Grammy consecutivo. Lenny (2001) seguiu o sucesso do anterior e rendeu a Kravitz seu quarto prêmio Grammy consecutivo. Ainda e 2001, Kravitz trabalhou em duas músicas do álbum Invincible de Michael Jackson. Em 2003, ele fundou em Nova York, a empresa "Kravitz Design", que concentra-se na direção criativa e no design comercial, residencial e de produtos. Em 2006, Kravitz se juntou a Madonna no palco da Confessions Tour para tocar violão na canção "I Love New York", em Paris. Em 7 de julho de 2007, Kravitz se apresentou no Live Earth na Praia de Copacabana, no Rio de Janeiro.
Seu lançamento de 2008, It Is Time for a Love Revolution, fez com que Kravitz alcançasse as melhores posições de estreia de sua carreira, junto com suas melhores críticas desde Lenny. Em janeiro de 2009, Kravitz fez sua estreia como ator no filme Precious. Em maio de 2009, uma edição comemorativa de 20 anos de Let Love Rule foi lançada. Kravitz lançou a turnê "LLR(20)" pela Europa e Estados Unidos em apoio ao relançamento.
Em 30 de agosto de 2011, é lançado seu nono álbum de estúdio, Black and White America. O álbum estreou em primeiro lugar na Alemanha e na Suíça, na 20ª posição no Japão, vendendo 6.000 cópias, e na 17ª posição nos EUA, vendendo 20.145 cópias. Ainda em 2011, Kravitz foi homenageado com um dos maiores prêmios culturais da França, quando foi nomeado Oficial da Ordem das Artes e das Letras pelo ministro da cultura francês, Frederic Mitterrand, em Paris. Lenny desempenhou o papel do estilista criativo de Katniss nos dois primeiros filmes Jogos Vorazes, lançados em 2012 e 2013. Em 2014, ele lançou seu décimo álbum de estúdio Strut, pela sua própria gravadora, a Roxie Records, o nome é em homenagem à sua mãe. Em 1º de fevereiro de 2015, Kravitz se apresentou ao lado de Katy Perry no show do intervalo do Super Bowl XLIX. Em 2016, ele se apresentou na Convenção Nacional Democrata. Em abril de 2018, Kravitz assinou um acordo de distribuição com a BMG Rights Management. Em 7 de setembro de 2018, ele lançou seu 11º álbum de estúdio, Raise Vibration.
Em 2023, Kravitz escreveu e interpretou uma canção para o filme Rustin, intitulada, "Road to Freedom". A canção foi indicada ao Globo de Ouro de Melhor Canção Original. Ele também se apresentou durante o Oscar de 2023, no segmento "In Memoriam". Em 12 de março de 2024, ele recebeu uma estrela na Calçada da Fama de Hollywood. No mesmo ano, ganhou o prêmio de Ícone Musical do Ano no People's Choice Awards. Em 24 de maio de 2024, ele lançou seu 12º álbum, Blue Electric Light, que foi apoiado por uma turnê mundial de mesmo nome.

## Vida Pessoal
Em 1987, Kravitz se casou com a atriz Lisa Bonet, conhecida pela série, The Cosby Show; Desta relação nasceu sua única filha, Zoë Kravitz, em 1º de dezembro de 1988. Eles se divorciaram amigavelmente em 1991. De 1991 a 1996, ele namorou a cantora francesa Vanessa Paradis; Kravitz produziu o álbum autointitulado de Vanessa de 1991. Ele começou a namorar a modelo brasileira Adriana Lima em 2001, e eles viveram juntos antes de ficarem noivos em 2002; O noivado foi cancelado em agosto de 2003. Depois, ele namorou a atriz Nicole Kidman, de 2003 a 2004. Em 2024, ele revelou estar há nove anos em celibato.
Kravitz é vegano. Ele é democrata. Em 2007, ele adquiriu a Fazenda São Thomé no município de Duas Barras, na Região Serrana do Rio de Janeiro. Ele também tem uma casa em Paris e nas Bahamas. Uma rua foi nomeada em sua homenagem em Saint-Jean-d'Heurs, na França.
Durante um show em Estocolmo em agosto de 2015, Kravitz sofreu um problema com seu guarda-roupa. Suas calças de couro rasgaram, expondo seu pênis.

## Discografia
| Álbum                                                          | Gravadora  | Lançamento             |
| -------------------------------------------------------------- | ---------- | ---------------------- |
| Let Love Rule                                                  | Virgin     | 1 de setembro de 1989  |
| Mama Said                                                      | Virgin     | 2 de abril de 1991     |
| Are You Gonna Go My Way                                        | Virgin     | 9 de março de 1993     |
| Circus                                                         | Virgin     | 12 de setembro de 1995 |
| 5                                                              | Virgin     | 12 de maio de 1998     |
| Lenny                                                          | Virgin     | 30 de outubro de 2001  |
| Baptism                                                        | Virgin     | 18 de maio de 2004     |
| It Is Time for a Love Revolution                               | Virgin     | 5 de fevereiro de 2008 |
| Black and White America (anteriormente intitulado Negrophilia) | Roadrunner | Agosto de 2011         |
| Strut                                                          | Roxie      | 27 de setembro de 2014 |
| Raise Vibration                                                | Roxie, BMG | 7 de setembro de 2018  |
| Blue Electric Light                                            | Roxie, BMG | 24 de maio de 2024     |

## Turnês
- Let Love Rule Tour
- There Is Only One Truth Tour
- Universal Love Tour

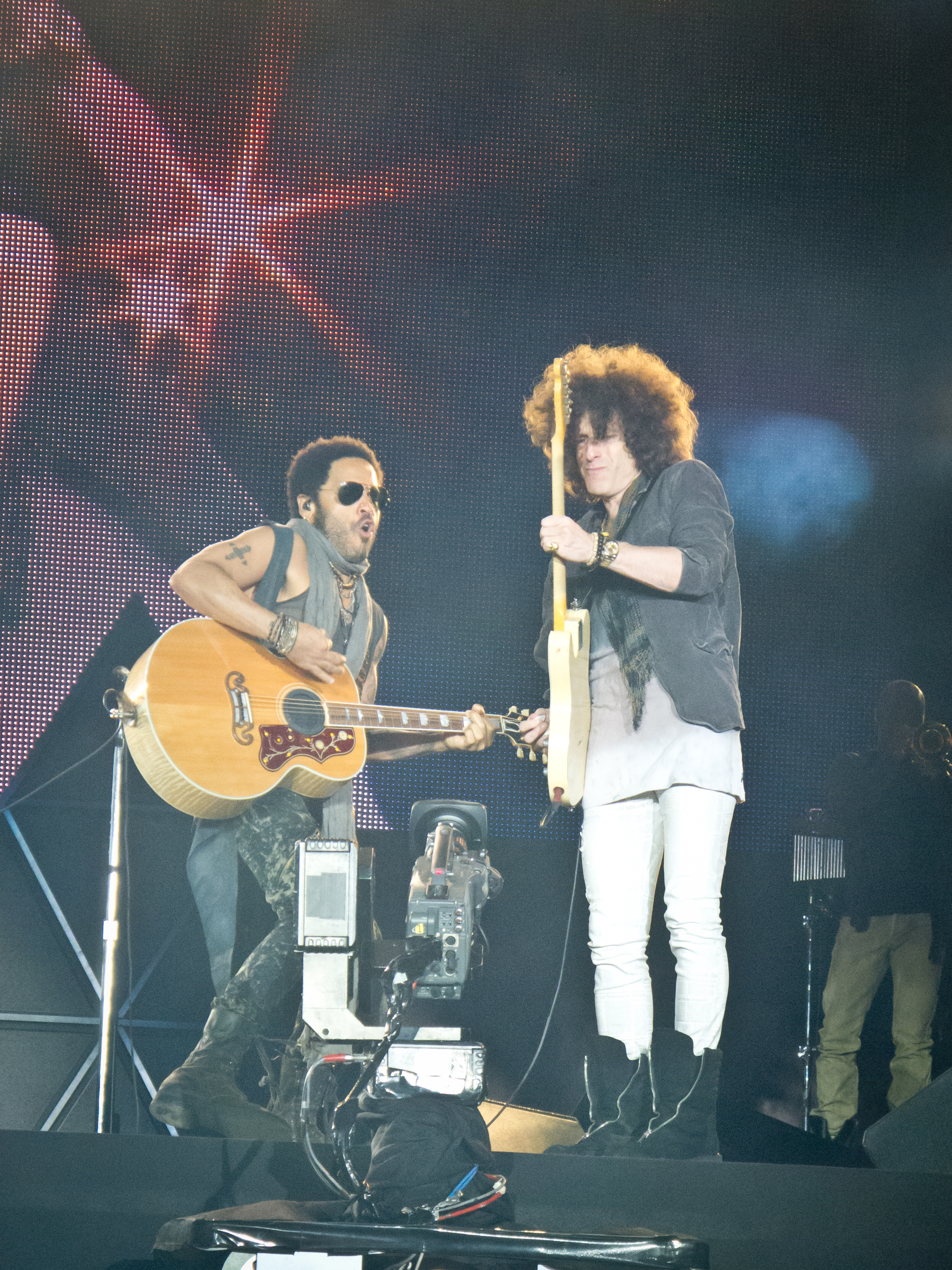
Kravitz em 2012, durante um concerto

- Are You Gonna Go My Way Tour(opening for The Rolling Stones)
- Circus Tour
- The Freedom Tour
- Lenny Tour
- The Baptism Tour
- Celebration Tour
- Electric Church Tour: One Night Only

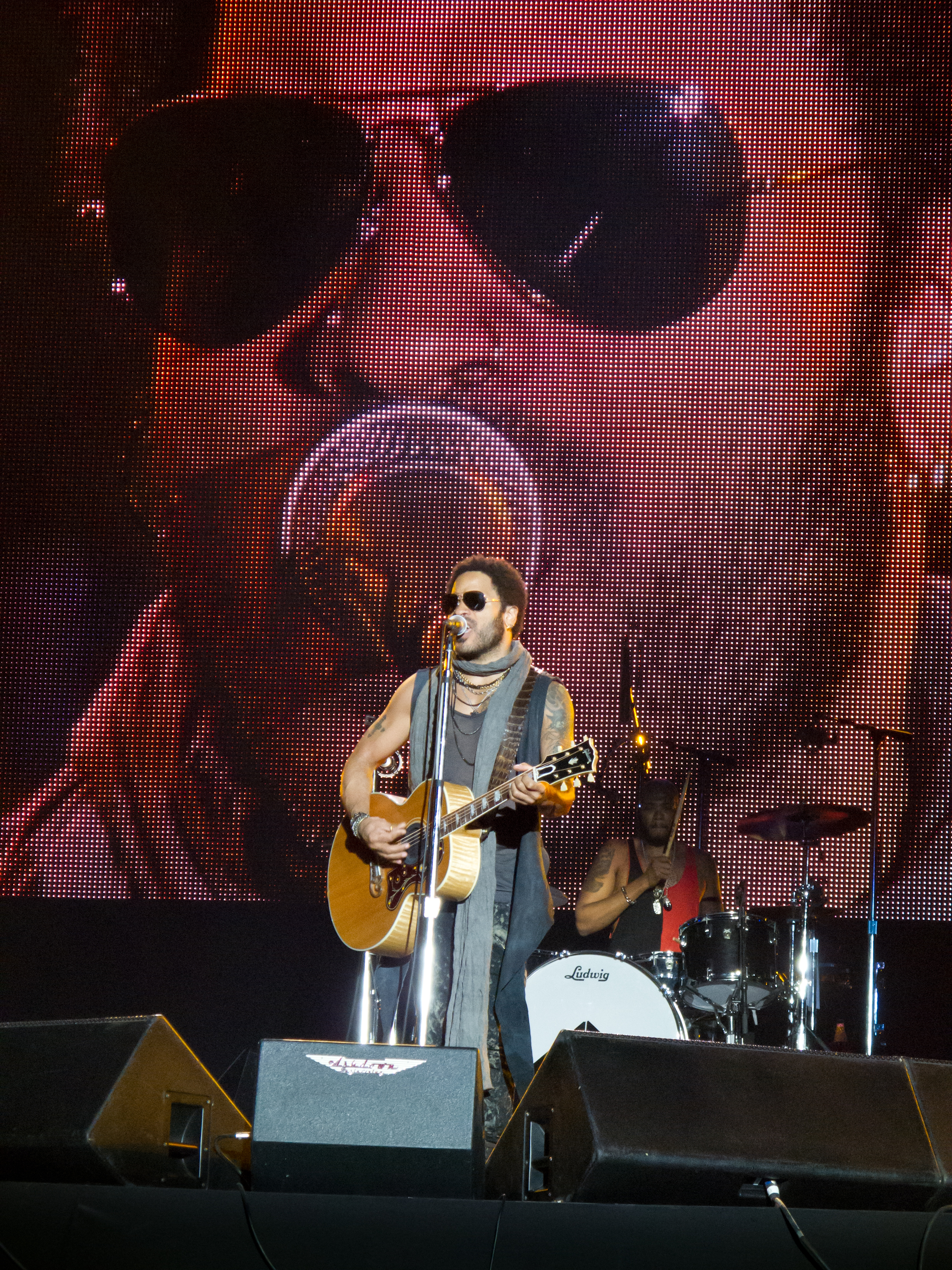
Lenny Kravitz em 2012, durante um concerto em Madrid

- Get On The Bus Mini-Tour
- Love Revolution Tour
- LLR 20(09) Tour
- Black & White Europe Tour
- Strut Tour
- Raise Vibration Tour
- Here to Love Tour
- Blue Electric Light Tour

### Em Portugal
- 2002, 1 de junho - Belém, Lisboa
- 2004, 11 de junho - Super Bock Super Rock, Lisboa
- 2005, 12 de junho - Algarve Summer Festival, Estádio Algarve
- 2008, 30 de maio - Rock in Rio Lisboa.
- 2009, 5 de maio - LLR 20(09) Tour - Pavilhão Atlântico - Lisboa.[80]
- 2012, 1 de junho - Rock in Rio Lisboa V[81]
- 2015, 17 de julho - MEO Marés Vivas, Porto
- 2018, 1 de julho - Altice Arena, Lisboa

### No Brasil
- 2005, 16 de março - Estádio Olímpico Monumental, Porto Alegre
- 2005, 18 de março - Estádio Municipal Paulo Machado de Carvalho (Pacaembu), São Paulo
- 2005, 21 de março - Copacabana, Rio de Janeiro
- 2007, 7 de julho - Live Earth Concert - Copacabana, Rio de Janeiro
- 2011, 1 de outubro - Rock in Rio - Barra da Tijuca, Rio de Janeiro
- 2019, 6 de abril - Lollapalooza - Autódromo de Interlagos, São Paulo

## Prêmios
Kravitz ao longo de toda a sua carreira foi nomeado para centenas de prêmios, vencendo muitos deles, como:
- MTV Video Music Awards
  - 1993 – Best Male Video (Are You Gonna Go My Way)
- Brit Awards
  - 1994 – International male
- VH1/Vogue Fashion Awards
  - 1998 – Most Fashionable Artist, Male Award
- Grammy Awards
  - 1993 – Best Rock Vocal Solo Performance (Are You Gonna Go My Way - nomeado.)
  - 1995 – Best Male Rock Vocal Performance (Rock and Roll Is Dead - nomeado.)
  - 1999 – Best Male Rock Vocal Performance (Fly Away)
  - 2000 – Best Male Rock Vocal Performance (American Woman)
  - 2001 – Best Male Rock Vocal Performance (Again)
  - 2002 – Best Male Rock Vocal Performance (Dig In)
  - 2003 – Best Male Rock Vocal Performance (If I Could Fall In Love - nomeado.)

## Filmografia
| Ano  | Filme                                          | Papel          | Notas             |
| ---- | ---------------------------------------------- | -------------- | ----------------- |
| 1998 | The Rugrats Movie                              | Bebé           | voz               |
| 2001 | Being Mick                                     | Ele próprio    | papel coadjuvante |
| 2001 | Zoolander                                      | Ele próprio    | papel especial    |
| 2002 | The Simpsons                                   | Ele próprio    |                   |
| 2004 | Rebelde                                        | Ele próprio    | papel especial    |
| 2007 | The Diving Bell and the Butterfly              | Ele próprio    | papel especial    |
| 2009 | La Traversée du Désir                          | Ele próprio    | documentário      |
| 2010 | Entourage                                      | Ele próprio    | ator convidado    |
| 2009 | Precious                                       | John           | papel coadjuvante |
| 2012 | The Hunger Games                               | Cinna          | papel coadjuvante |
| 2012 | The World Is Watching: Making the Hunger Games | Ele próprio    | documentário      |
| 2013 | The Butler                                     | James Holloway | papel coadjuvante |
| 2013 | The Hunger Games: Catching Fire                | Cinna          | papel coadjuvante |
| 2014 | Holy Ghost                                     | Ele próprio    | ator convidado    |
| 2016 | Better Things                                  | Mel Trueblood  | ator convidado    |
| 2016 | Star                                           | Roland Crane   | ator convidado    |
| 2022 | Shotgun Wedding                                | Sean           | papel coadjuvante |
| TBA  | Cutman                                         | Emeritt        | Pré-produção      |